# Lane County, Kansas
Lane County är ett administrativt område i delstaten Kansas, USA. År 2010 hade countyt 1 750 invånare. Den administrativa huvudorten (county seat) är Dighton.

## Geografi
Enligt United States Census Bureau så har countyt en total area på 1 858 km². 1 858 km² av den arean är land och 0 km² är vatten.

### Angränsande countyn
- Gove County - nord
- Ness County - öst
- Finney County - syd
- Scott County - väst